# Much Woolton
Much Woolton var en civil parish från 1866 till 1922 då den blev en del av Liverpool, i distriktet Liverpool, i grevskapet Lancashire (nu Merseyside), i England. Denna civil parish hade 4 416 invånare år 1921. Much Woolton var ett distrikt från 1894 till 1913 då den blev en del av Liverpool.